# جاستن جوزيه
جاستن جوزيه (بالإنجليزية: Justin Jose)‏ هو مهندس الصوت هندي، ولد في 11 أكتوبر 1980 في تريشور في الهند.

## وصلات خارجية
- جاستن جوزيه على موقع IMDb (الإنجليزية)
- جاستن جوزيه على موقع قاعدة بيانات الفيلم (الإنجليزية)